# Paracercion calamorum
Paracercion calamorum – gatunek ważki z rodziny łątkowatych (Coenagrionidae). Występuje w Azji – od południowej części Rosyjskiego Dalekiego Wschodu po Japonię, Indonezję i Indie.